# Pan (2015)
Pan ist ein US-amerikanischer Fantasyfilm von Joe Wright aus dem Jahr 2015. In den Hauptrollen spielen Hugh Jackman, Garrett Hedlund, Rooney Mara und Levi Miller als Peter Pan. Der Kinostart in Deutschland war am 8. Oktober 2015.

## Handlung
Peter  wurde 1926 von seiner Mutter in einem Waisenhaus zurückgelassen. Eines Nachts bricht er in das Büro der Heimleiterin ein und stößt auf einen Brief, den ihm sein Freund Nibs vorliest, denn er hat eine Leseschwäche. In dem Brief verspricht seine Mutter, ihn eines Tages wiederzusehen, in dieser Welt oder einer anderen.
Hin und wieder verschwinden einige Kinder. Die Heimleiterin erklärt den übrigen Kindern, dass sie von den Eltern abgeholt wurden. Peter und sein Freund entdecken, dass die Bediensteten des Heims in einer Nacht auf dem Dach eine Piratenflagge hissen. Daraufhin kommen Piraten durch das Dach und entführen mehrere Kinder, darunter auch Peter. Sein Freund Nibs konnte sich noch retten. Die Piraten sind auf einem fliegenden Segelschiff unterwegs und bringen die Kinder ins Nimmerland.
Im Nimmerland unterstehen die Piraten dem Kapitän Blackbeard, der die Kinder in einer Mine schuften lässt. Peter legt sich mit einem Aufseher an und wird vor Blackbeard geführt. Dieser lässt ihn über die Planke laufen und in ein tiefes Loch stürzen. Kurz vor dem Boden fängt Peter an zu schweben – er kann fliegen. Damit scheint eine uralte Prophezeiung erfüllt, die von einem fliegenden Kind erzählt. Blackbeard behält Peter in seiner Obhut.
Nach kurzer Zeit wird Peter von James Hook befreit. Gemeinsam mit dem Piraten Smee kapern sie eines der fliegenden Schiffe und fliehen in die Wälder, wo das Schiff abstürzt. Sie treffen auf das Volk rund um Tiger Lily, die sich vor den Piraten verbergen. Sie wollen die drei aber nicht weiterziehen lassen, bevor Hook zu einem Duell mit einem der Bewohner antritt. Das Duell wird von den angreifenden Piraten unterbrochen, die von Smee hergelotst wurden. Hook, Peter und Tiger Lily können fliehen.
Peter erfährt, dass seine Mutter bei der Verteidigung des Feenreichs von Blackbeard getötet wurde. Kurz darauf fällt er von einem Boot ins Wasser und wird von Krokodilen angegriffen, die wiederum von Meerjungfrauen verjagt werden. Hook trennt sich danach von Peter und Tiger Lily, die sich auf die Suche nach dem Feenreich machen. Auch Blackbeard ist auf dem Weg dorthin, um mit ihrer Hilfe unsterblich zu werden.
Vor dem Eingang zum Feenreich treffen Peter und Tiger Lily wieder auf Blackbeards fliegendes Schiff. Während Tiger Lily das Schiff und ihren Kapitän angreift, kommt Peter in Kontakt mit den Feen, insbesondere mit Tinker Bell. Er zeigt ihnen, wie man Blackbeard bekämpfen kann. Zur Hilfe kommt Hook mit einem anderen Schiff. Im Kampf stürzt Hook in einen Abgrund. Peter, der einige Zeit nicht fliegen wollte und konnte, stürzt hinterher und rettet Hook. Der Angriff der Feen auf Blackbeards Schiff führt zu einer Kollision mit einer Felswand. Peter kann mit Hook und Tiger Lily entkommen. Nachdem Blackbeard besiegt ist, hat Peter eine Begegnung mit einer Erscheinung seiner verstorbenen Mutter, die ihm verspricht, immer ein Teil von ihm zu sein und ihn „Peter Pan“ nennt. Zusammen mit Hook und Tiger Lily holt Peter Nibs und andere Kinder aus dem Heim und nimmt sie mit auf den Weg ins Nimmerland. Peter und Hook, der nun Kapitän des Schiffes ist, welches nun „Jolly Roger“ heißt, versprechen einander, immer Freunde zu bleiben.

## Rezeption

### Kritiken
Der Film wurde insgesamt verhalten aufgenommen. Bei Rotten Tomatoes sind 26 % der Kritiken positiv bei insgesamt 153 Kritiken; die durchschnittliche Bewertung beträgt 4,5/10. Im Kritikerkonsens heißt es: „Pan hat einige magische Momente, jedoch nicht genug, um die hastige Handlung und die schrille, CGI-überladene Action auszugleichen.“ (englisch „Pan finds a few bursts of magic […], though not enough to offset the rushed plot and shrill, CGI-fueled action.“)
Der Filmdienst urteilte, der Film „unterhält als Augenschmaus mit schwelgerischer Ausstattung und klug eingesetztem 3D“. Erzählerisch sei Pan „jedoch eher konventionelle Fantasy-Kost, die bekannte Plot- und Figurenmuster mäßig originell aufwärmt“.
Rooney Mara und Amanda Seyfried wurden jeweils als Schlechteste Nebendarstellerin für die Goldene Himbeere nominiert.

### Einspielergebnis
Die Produktionskosten des Films inklusive Marketingkosten wurden auf über 250 Millionen US-Dollar geschätzt. Mit weltweiten Marketingkosten für die Veröffentlichung in weiteren Ländern, wird von Analysten geschätzt, dass er erst ab einem Einspielergebnis von ca. 500 Millionen US-Dollar kostendeckend ist. Weltweit spielte der Film jedoch nur etwa 129 Millionen US-Dollar ein, davon 35 Millionen in den USA. Damit reiht sich Pan gemeinsam mit Jupiter Ascending und A World Beyond in die Liste der größten finanziellen Flops des Jahres ein.